# Brandy Senki
Brandy Senki (ブランデー戦記) es una banda japonesa de rock formada en agosto de 2022, originaria de la ciudad de Osaka y compuesta actualmente por Hazuki (voz y guitarra), Minori (bajo y coros) y Bori (batería).

## Historia
Inicialmente, Hazuki y Minori se conocieron a través de Instagram, juntas empezaron a asistir a conciertos, notando la similitud de sus gustos musicales.
Bori, que provenía de la prefectura de Shiga para estudiar en la universidad, fue contactado por Hazuki quien buscaba un baterista y ambos formaron brevemente una banda tributo de Nirvana, una de sus grandes influencias junto a The Strokes.
Finalmente Hazuki decidió formar una banda original en agosto de 2022, el nombre del grupo proviene del deseo de Hazuki y Minori de incluir el nombre de una bebida alcohólica, mientras la palabra «Senki» (en español, crónicas de guerra) fue propuesta por Bori. Otra de sus influencias son The Pixies, de quienes utilizan la canción "Where Is My Mind?" como introducción a sus presentaciones en vivo.
Lanzaron su primer sencillo "Musica" el 31 de diciembre de 2022, el video musical en YouTube grabado y editado por la propia banda alcanzó el millón de visitas durante su primer mes, adquiriendo gran atención. Luego de lanzar su primer EP Jinrui Metsubou Wonderland en agosto de 2023 y su segundo EP A Nightmare Week en agosto de 2024, la banda lanzó su primer álbum homónimo el 14 de mayo de 2025 bajo el sello discográfico Universal Sigma. La portada del disco es considerado un homenaje a Gish de The Smashing Pumpkins.

## Miembros
- Hazuki (蓮月): Voz, guitarra, composición y letras.
  - Fecha de nacimiento: 2003. (22 años).
  - Lugar de nacimiento: Prefectura de Osaka, Japón.

- Minori (みのり): Bajo y coros.
  - Fecha de nacimiento: 16 de octubre de 2002. (22 años).
  - Lugar de nacimiento: Prefectura de Osaka, Japón.

- Bori (ボリ): Batería.
  - Fecha de nacimiento: 1 de julio de 2003. (22 años).
  - Lugar de nacimiento: Prefectura de Shiga, Japón.

## Discografía

### Álbumes
- "Brandy Senki" (2025)

### EPs
- "Jinrui Metsubou Wonderland" (2023)
- "A Nightmare Week" (2024)

### Sencillos
- "Musica" (2022)
- "Kids" (2023)
- "Nightmarish" (2024)
- "27:00" (2024)
- "Last Live" (2025)
- "The End of the F***ing World" (2025)
- "Tears Fall into Red Wine" (2025)

### Videos
- "Musica" - Dirección: Hazuki
- "Kids" - Dirección: RINJIN
- "My Sweetie" - Dirección: Tokiwa Taisuke
- "A Box of Stockholm" - Dirección: Shun Takeda
- "Nightmarish" - Dirección: Yuji Oki
- "Coming-of-age Story" - Dirección: Nathalie Scarlette
- "27:00" - Dirección: Luke Casey
- "Last Live" - Dirección: Nathalie Scarlette
- "The End of the F***ing World" - Dirección: UMMMI.
- "Fix" - Dirección: Nathalie Scarlette
- "Spring" - Dirección: Aaron
- "Tears Fall into Red Wine" - Dirección: Yuka Yamaguchi